# Khurramiyya
La khurramiyya o els khurramites (persa: خُرّمدينان, Khorrām-Dīnān, literalment ‘els de la religió joiosa’; àrab: الخُرَّمية, al-ẖurramiyya) és el nom donat a les fonts musulmanes al moviment religiós fundat per Mazdak al final del segle v, i també el nom genèric de diverses sectes iranianes oposades als àrabs influïdes per tendències xiïtes radicals. El nom més apropiat dels primers és mazdakiyya (mazdaquites) sobretot a causa del fet que l'evolució posterior ho aconsella. Els Khurramiyya en canvi formarien part del grup de sectes neomazdaquites i el seu nom s'aplicaria més específicament als de l'Iran occidental, Azerbaidjan i Armènia. El nom khurramiyya deriva probablement del persa khurramdin (religió joiosa) encara que s'ha dit que deriva de la ciutat de Khurram (al districte d'Ardebil) o de Khurrama (esposa de Mazdak).

## El moviment al segle VIII
El moviment mazdaquita es va fundar al final del segle v i es va difondre per diverses regions rurals de l'imperi sassànida especialment a la regió després coneguda com el Jibal (Mèdia). Ja sota els àrabs els mazdaquites o khurramites es van unir a diverses faccions extremistes del kaysanites (kaysaniyya) cap a la meitat del segle viii.

### Khorasan
Els seguidors de Khidash, daï abbàssida de Khorasan, foren acusats de desviacions khurramites encara que això podria ser fruit de la propaganda posterior; els seus seguidors van originar els khidashiyya (que asseguraven que l'imamat havia passat a Khidash). Els harithiyya, seguidors radicals d'Abd-Al·lah ibn Muàwiya, després de la mort d'aquest darrer el 749 foren considerats khurramites. Sembla que tant els khidashiyya com els harithiyya es reclutaven entre els mazdaquites. Els partidaris d'Abu-Múslim, el daï abbàssida del Khorasan que va enderrocar als omeies, els muslimiyya, consideraven a Abu-Múslim com imam i foren identificats sovint com a khurramites a causa del fet que molts dels seus adeptes venien dels mazdaquisme i que a la mort d'Abu-Múslim (755) els khurramites es van revoltar. Una part va proclamar que l'imamat havia passat a la seva filla Fatima i foren coneguts com a fatimiyya (sense relació amb els futurs fatimites que van governar a Ifríqiya i Egipte).

#### Revolta de Sunbadh
El zoroastrià Sunbadh, que havia donat suport a Abu-Múslim, va aixecar una força armada a Naysabur i va anar a Rayy on va reunir molts partidaris amb mazdaquites, xiïtes i zoroastrians. Profetitzava la fi de l'imperi àrab i la destrucció de la Kaba i deia que Abu-Múslim tornaria amb Mazdak i el mahdí. Al cap de 70 dies la revolta fou aplanada i Sunbadh mort.

### Revolta a Transoxiana
A Transoxiana es va revoltar un altre aliat d'Abu-Múslim, Ishak al-Turk. La sort del seu moviment és desconeguda però assegurava que Abu-Múslim vivia i era un profeta enviat per Zoroastre i que els dos tornarien per restaurar la religió zoroastriana. És possible que fos aquest moviment el que va assassinar el 757 al governador de Khorasan Abu Daud Khalid ibn Ibrahim al-Bakri (755-757) però Gardizi diu que els assassins del governador eren partidaris d'un tal Sad al-Djulah (Sad el Teixidor). El seu successor al govern provincial, Abd al-Djabbar ben Abd al-Rahman al-Azdi (757-758), va preparar una revolta contra el califa al-Mansur, en aliança amb el cap rebel Barazbanda, que alguns identifiquen com un seguidor d'Ishak però sembla que la seva tendència era alida i que Barzbanda pretenia ser Ibrahim ibn Abd (Muhammad?) al Hashimi.

#### Revolta d'al-Mukanna
Vers 775 un altre antic seguidor d'Abu-Múslim, al-Mukanna que dirigia als Rizamiyya
i pretenia ser la reencarnació divina final després d'Adam, Noé, Ibrahim, Musa, Isa, Mahoma i Abu-Múslim estava revoltat a Transoxiana, revolta que va costar el càrrec al governador de Khorasan, Abu Awn Abd al-Malik ben Yazid al-Khorasani, per no aconseguir reprimir-la (776); els seguidors de Mukanna tenien llicència sexual i el seu grup predicava la transmigració de les animes. Va originar la secta mubayyida que va existir almenys fins al segle xii. Rarament però al-Mukanna va ser considerat khurramita com altres branques que es reclamaven d'Abu-Múslim (muslimiyya), encara que al-Biruni diu que les prescripcions mazdaquites s'havien incorporat a les doctrines d'al-Mukanna i després a la mubayyida i foren considerats com una secta neo-mazdaquita i, per tant, una variant dels khurramites.

### Gurgan i Djibal
El nom de khurramites s'aplica principalment com a més específic per designar als neo-mazdaquites de l'Iran occidental; el 779 els Muhammira, mazdaquites de Gurgan, es van revoltar i es van aliar als Muslimiyya i van posar al seu front a Abu l-Ghaza el net d'Abu-Múslim. Es van dirigir a Rayy però foren derrotats per Umar ibn al-Ala. Al mateix temps es van revoltar els khurramites d'Esfahan sense èxit. El 796 els Muhammira, es van revoltar altre cop i van dominar la província per un temps no gaire llarg (fins al 798).

## Moviment alsegleix
El 808 els khurramites es van revoltar a l'Azerbaidjan i a Rayy, Hamadan i Esfahan però la revolta fou reprimida ràpidament per Abd Allah ibn Malik i per Abu Dulaf al-Idjli.

### Revolta de Babak
La gran rebel·lió khurramita la va dirigir Babak al-Khurramí a l'Azerbaidjan del 816 al 838. Babak era cap de la secta a al-Badhdh (Azerbaidjan) on havia succeït a Djawidhan ibn Shahrak considerat un Profeta. Babak va al·legar que l'esperit profètic del seu mestre se li havia traspassat i que Djawidhan havia pronosticat el triomf del mazdaquisme. No hi ha cap dubte que va estar aliat als Muslimiyya, ja que en algunes fonts se'l considera fill de Mutahhar, al seu torn fill de Fatima, la filla d'Abu-Múslim. Proclamant la revolta va dominar algunes zones de l'Azerbaidjan; una revolta a la regió d'Esfahan i al-Karadj el 827/828 va facilitar que la major part dels revoltats anessin cap a l'Azerbaidjan; el 832 a Esfahan els khurramites es va revoltar dirigits per Ali ibn Mazdak, i al mateix temps a Fars. Ali ibn Mazdak va ocupar al-Karadj i milers de sectaris se li van unir però foren derrotats per Ishak ibn Ibrahim prop de Hamadan i es van dispersar anant una part cap a Esfahan (que van saquejar) i la resta, dirigits per Baris, cap a l'Azerbaidjan seguint fins a territori romà d'Orient on van entrar a l'exèrcit grec.
Els seguidors de Babak foren anomenats Babakkiyya (babaquites).

### Tabaristan
Els MAZARIYYA es van formar a Tabaristan; eren els partidaris del karínida Mazyar (mort el 840). Mazyar s'havia revoltat contra el califa que donava suport als grans propietaris latifundistes del baix Tabaristan a través del governador del Khorasan Abd Allah ibn Tahir, i mai no fou mazdaquita, però potser en algun moment va fer aliances puntuals amb Babak; els seus seguidors eren principalment zoroastrians de les altes terres del Tabaristan però també hi havia mazdaquites.

### Jibal
L'execució de Babak el 838 no va aturar la revolta khurramita a la regió d'Esfahan. Es van reorganitzar i revoltar el 842 fins al 847 i van saquejar al-Karadj. Posteriorment en una data desconeguda, un tal Baryazdshah es va fer fort a les muntanyes d'Esfahan i va obtenir el suport dels khurramites de la regió fent incursions als pobles i assaltant caravanes; va actuar durant uns trenta anys fins que el cap fou fet presoner i executat.

## Moviment al segle X
L'activitat armada va durar a la regió d'Esfahan fins al 912 o 913. Encara el 922/923 Ali ibn Buwayh va conquerir diverses fortaleses de mans dels khurramites a la regió d'al-Karadj on va trobar molt de botí.
Al segle x els khurramites es van dividir en dues branques: Kudakiyya i Ludshahiyya (o Kudshahiyya). Els primers agafaven el seu nom per kudak-i dana (Noi Omniscient) malnóm donat a Mahdi ibn Fayruz, fill o net de Fatima (la filla d'Abu-Múslim) al que veneraven, i eren una gran majoria. No obstant no hi havia diferències ideològiques entre ells, i els nom eren més aviat denominacions regionals:
- A Esfahan: Kudakiyya i Khurramiyya
- A Rayy i altres llocs del Djibal: Mazdakiyya i Sunbadiyya
- A Dinawar i Nihawand: Muhammira
- A l'Azerbaidjan: Dhakuliyya i Dafuliyya (potser del cap regional Abu Dulaf Misar ibn Muhalhil, de meitat del segle)

Al segle x hi havia comunitats khurramites al Fars, Ahwaz, Esfahan, al-Burdj, al-Karadj, Misabadhan, Mihradjankadhak, al-Saymara, Dinawar, Nihawand, Hamadan, Kashan, Qomm, Rayy, Shahrazur, les muntanyes del Tabaristan, Daylam, Gurgan, Azerbaidjan i Armènia. Un general buwàyhida va sotmetre el 971 als anomenats Djurumiyya, establerts a la costa de la regió de Makran i a Kirman, però s'ha comprovat que no tenien relació amb els khurramites.

## Extinció
Hi havia encara alguna comunitat khurramita a la regió de Hamadan al segle xii.

## Principals elements de la religió
- Fundació del món per la llum de la que es van separar les tenebres
- Transmigració de l'ànima de les persones i animals i dels àngels.
- Igualtat de tots els profetes, tots il·luminats per Deu
- Estimar la propietat
- Defensar la puresa
- El vi era sagrat
- Les relacions sexuals eren lliures si la parella ho consentia
- La satisfacció dels desitjos naturals era bona si no feia mal a un altre
- Guanyar el favor de la gent amb bones obres
- Evitar la sang excepte durant les guerres
- Espera d'un Mahdi que farà prevaler les seves idees a tot el món